# Anders Tyvand
Anders Tyvand (født i Kragerø 19. maj 1980) er en norsk politiker for Kristelig Folkeparti. Han blev indvalgt i Stortinget i 2013 og sidder i Kirke-, uddannelse- og forskningskomiteen. Han er uddannet master i medievidenskab ved Institutt for Medier og Kommunikation ved Universitetet i Oslo og leverede en masteropgave tilknyttet forskningsprojektet "Til rikdom og besvær: petroleumssektorens nye omdømmeproblematikk". Tyvand har tidligere været tilknyttet Vårt land og Tønsbergs Blad som journalist og har været politisk rådgiver i Stortinget for Kristelig Folkeparti. Han blev valgt ind i bystyret i Tønsberg i 2011 og blev valgt som viceleder i hovedudvalget for barn og unge.